# Bolaños (Jalisco)
Bolaños (San Martín de Bolaños) – miasto w północnej części meksykańskiego stanu Jalisco, w regionie Sierra Occidental (Sierra Madre Zachodnia), położone około 140 km na północny zachód od stolicy stanu – Guadalajary. Jest siedzibą władz gminy Bolaños. Klimat Bolaños jest subtropikalny, według klasyfikacji Wladimira Köppena, należy do umiarkowanie ciepłych (Cwa), z łagodnym, umiarkowanie wilgotnym latem i suchą zimą.